# European Gay & Lesbian Sport Federation

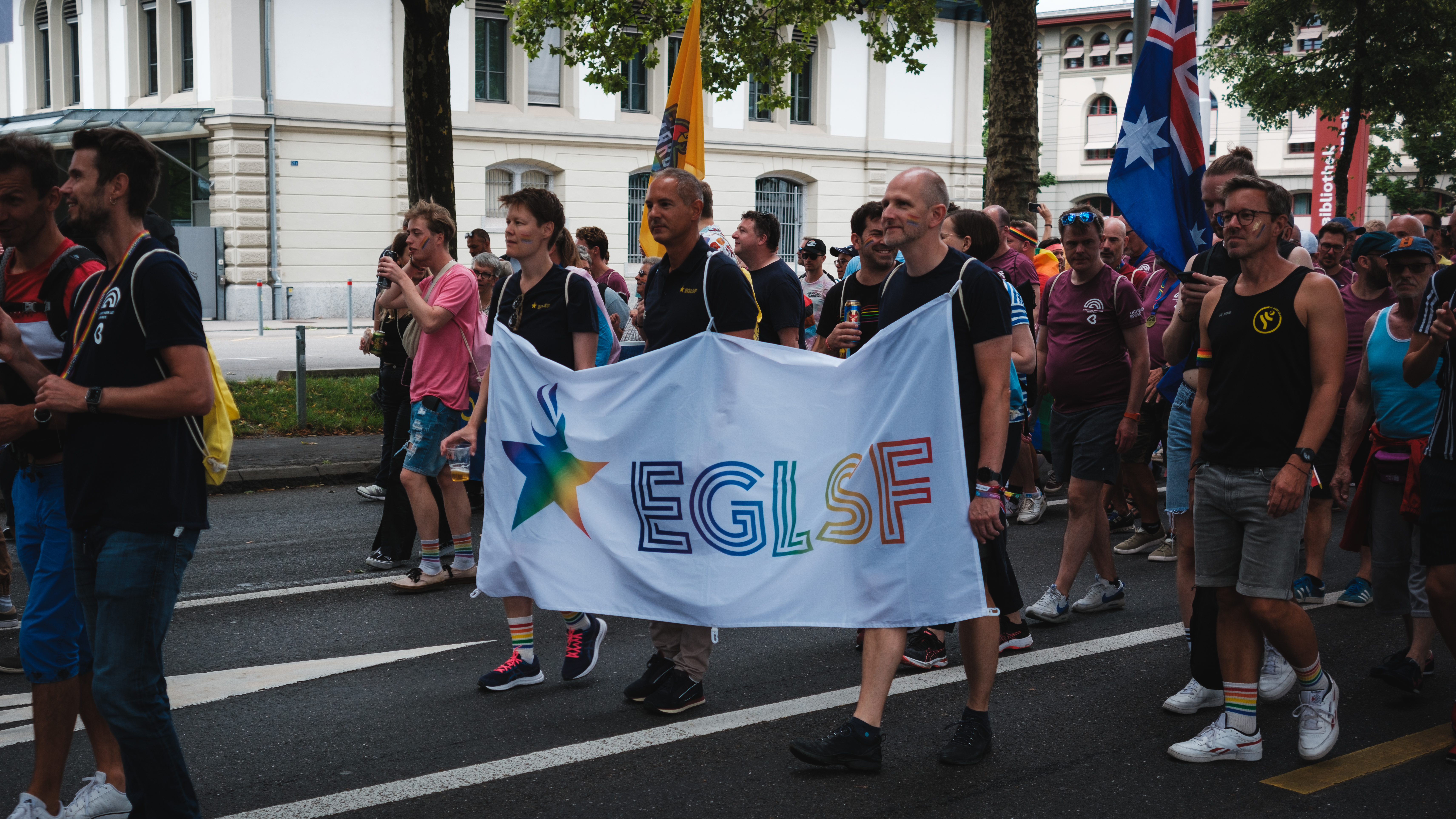
EGLSF: European Gay & Lesbian Sport Federation, Transparent an der Pride in Bern 2023

Die European Gay & Lesbian Sport Federation (EGLSF) wurde 1989 in Den Haag in den Niederlanden gegründet. Heute hat sie ihren Sitz in Amsterdam.

## Ziele
1. Kampf gegen Diskriminierung im Sport aufgrund der sexuellen Orientierung
2. Integration im Sport und Emanzipation von Schwulen und Lesben
3. Hilfe für schwule Männer und lesbische Frauen bei ihrem Coming Out
4. Kooperation mit lokalen (Sport-)Verbänden, z. B. bei der Durchführung von Turnieren
5. Austausch von Informationen zwischen Sportvereinen und -gruppen in Europa, z. B. durch Bereitstellung von Infrastruktur
6. Unterstützung bei der Gründung von schwulen/lesbischen/bisexuellen/transidentischen und gemischten Sportvereinen und -gruppen

## Mitglieder der EGLSF
Die EGLSF ist ein Verband, der offen für schwule, lesbische, heterosexuelle und gemischte Sportvereine und -organisationen ist. Zurzeit ist das Netzwerk mit mehr als 15.000 Mitgliedern in über 100 Organisationen und Sportvereinen in über 30 Ländern aktiv. Alle Mitgliedsvereine der EGLSF sind autonom; der Verband  fungiert als Anbieter von Service und Infrastruktur.

## Die EuroGames
Eine der zentralen Aufgaben der EGLSF ist die Vergabe der EuroGames, den Europäischen LGBT-Meisterschaften in einer Vielzahl von Sportarten. Die ersten EuroGames fanden 1992 in Den Haag statt und werden seitdem jährlich an wechselnden Orten ausgetragen.

## Interessenvertretung bzw. Lobbyarbeit
Die Organisation setzt sich europaweit für die Akzeptanz lesbischer, schwuler, bisexueller und transidentischer Sportler im Alltag und im regulären Betrieb von Sportvereinen, Veranstaltungen und Wettkämpfen ein. Sie argumentiert für das kollektive „Outing“, die Offenlegung der sexuellen Orientierung, aller Sportler mit dem Ziel, Vorurteile gegen sexuell andersorientierte Sportler in der Öffentlichkeit und in den Vereinen abzubauen.
Die verschiedenen nationalen Verbände halten einen teils sporadischen, meist allerdings regen Kontakt mit den „klassischen“ Sportverbänden in ihren Ländern und sind in Komitees für Sportethik oder Öffentlichkeitsarbeit vertreten.

## Kooperation
Die Organisation arbeitet auf ein Klima im Sport hin, in dem jeder frei über seine sexuelle Orientierung bzw. Identität entscheiden kann. Um dieses Ziel zu erreichen, arbeitet der Verband mit anderen LGBT-Organisationen, wie der ILGA, aber auch mit europäischen Einrichtungen wie dem Europarat und der Europäischen Union, zusammen. Im Fußball kooperiert die EGLSF im Rahmen von FARE (Football Against Racism in Europe) mit europäischen Fanorganisationen gegen Homophobie und andere Formen von Diskriminierung im Fußball.